# Anisostachya maculata
Anisostachya maculata är en akantusväxtart som beskrevs av Raymond Benoist. Anisostachya maculata ingår i släktet Anisostachya och familjen akantusväxter. Inga underarter finns listade i Catalogue of Life.